# توصيل الدواء داخل الأنف
يحدث توصيل الدواء داخل الأنف عندما يتم استنشاق الجزيئات في تجويف الأنف ونقلها مباشرة إلى الجهاز العصبي. على الرغم من أنه يمكن حقن الأدوية في الأنف، إلا أن بعض المخاوف تشمل الإصابات والعدوى والتخلص الآمن منها. تظهر الدراسات تحسين امتثال المريض للاستنشاق. لقد كان علاج أمراض الدماغ تحديًا بسبب حاجز الدم في الدماغ. قامت الدراسات السابقة بتقييم فعالية علاجات التوصيل من خلال الأنف لأمراض الدماغ وحالات الصحة العقلية. يعد تناول الدواء عن طريق الأنف طريقًا محتملاً يرتبط بانتقال الدواء من الأنف إلى الدماغ بالإضافة للتوافر البيولوجي العالي للدواء.
لفترة طويلة، يُعتبر إعطاء الدواء عن طريق الأنف طريق فعال لتوصيل الأدوية إلى الدورة الدموية الجهازية، مما يؤدي إلى بداية سريعة وتوافر بيولوجي أعلى للدواء مقارنة بطرق الإدارة التقليدية خارج الأوعية الدموية. في الآونة الأخيرة، بدأ تناول الدواء عن طريق الأنف يحظى بالاهتمام كطريق توصيل محتمل إلى الدماغ بسبب الاتصال الفريد بين الجهاز العصبي المركزي والبيئة الخارجية، والذي تصنعه الظهارة العصبية الأنفية الشمية. على سبيل المثال، تمت الموافقة مؤخرًا على رذاذ الإسكيتامين الأنفي (Spravato®) كدواء جديد مضاد للاكتئاب سريع المفعول لعلاج الاكتئاب المقاوم للعلاج والاكتئاب الشديد المصحوب بالتفكير في الانتحار.
على مدى العقود الأخيرة، زاد الاهتمام بالتوصيل عن طريق الأنف كطريق غير جراحي لإيصال الأدوية. نظرًا لأن الغشاء المخاطي للأنف يقدم فوائد عديدة كنسيج مستهدف لتوصيل الدواء، يمكن إعطاء مجموعة واسعة من المركبات العلاجية عن طريق الأنف للتأثير الموضعي والجهازي والجهاز العصبي المركزي.
يعد تناول الدواء عن طريق الأنف طريقة غير جراحية لتوصيل الدواء، ويستخدم على نطاق واسع للعلاج الموضعي لالتهاب الأنف أو داء البوليبات الأنفي. وبما أن الأدوية يمكن امتصاصها في الدورة الدموية الجهازية من خلال الغشاء المخاطي للأنف، فيمكن استخدام هذا الطريق أيضًا في مجموعة من الحالات الحادة أو المزمنة التي تتطلب تعرضًا جهازيًا كبيرًا. في الواقع، فإنه يوفر مزايا مثل سهولة الإعطاء، وبدء التأثير السريع، وتجنب استقلاب المرور الأول، مما يوفر على سبيل المثال بديلاً مثيرًا للاهتمام للإعطاء عن طريق الوريد أو تحت الجلد أو عبر الغشاء المخاطي عن طريق الفم أو عن طريق الفم أو المستقيم في إدارة الألم مع المواد الأفيونية
يعد الطريق الأنفي مناسبًا للغاية لتوصيل الأدوية بأقل تدخل جراحي حيث يوفر الغشاء المخاطي للمجرى الهوائي نفاذية جيدة وامتصاص فعال . يتمتع الغشاء المخاطي للأنف البشري بمساحة سطحية كبيرة ويقوم بترطيب وتدفئة وتصفية الهواء المستنشق. يتم نقل إفرازات الأنف والجسيمات المستنشقة عبر التصفية المخاطية الهدبية إلى البلعوم الأنفي حيث يتم ابتلاعها أو طردها. الأهم من ذلك، أن الغشاء المخاطي للأنف يوفر وظيفة مناعية مهمة للغاية حيث يتم ترشيح عدد لا يحصى من مسببات الأمراض المستنشقة هنا ونقلها إلى الأنسجة اللمفاوية المرتبطة بالأنف (NALT) لذلك، أصبحت التطعيمات عن طريق الأنف أكثر جاذبية كنوع من التطعيمات الخالية من الإبرة.
كان كل من التوصيل الجهازي والدماغي من خلال إعطاء الأنف (ولا يزال) يمثل تحديًا، ليس فقط بسبب الخصائص التشريحية والفسيولوجية والنسيجية للتجويف الأنفي ولكن أيضًا بسبب الآليات الأساسية لامتصاص الدواء وتوصيل الدواء من خلال ظهارة الأنف.
تغطي الظهارة التنفسية الأنفية ما يصل إلى 90% من تجويف الأنف لدى البشر وما يصل إلى 50% في القوارض وهي غنية بالأوعية الدموية، وبالتالي فهي مناسبة تمامًا للامتصاص الجهازي للأدوية. الشق الشمي عند الإنسان عند سقف التجويف الأنفي نزولاً إلى الأجزاء العلوية من المحارات مغطى بغشاء مخاطي شمي يغطي حوالي 50% من تجويف الأنف في القوارض وحوالي 10% في البشر. الخلايا العصبية الحسية الشمية لها أجسامها الخلوية الموجودة في ظهارة محيطية. ومن المثير للاهتمام أن حزم العصب الشمي يبدو أن لها تأثيرًا في توصيل الدواء من الأنف إلى الدماغ (Ladel et al., 2018; Maigler et al., 2021).
ولذلك، فإن المنطقة التي يتم فيها تطبيق الدواء في الأنف لها أهمية بالغة ويمكنها توجيه الدواء عبر مسارات مختلفة إلى مواقع مختلفة.

## تشريح

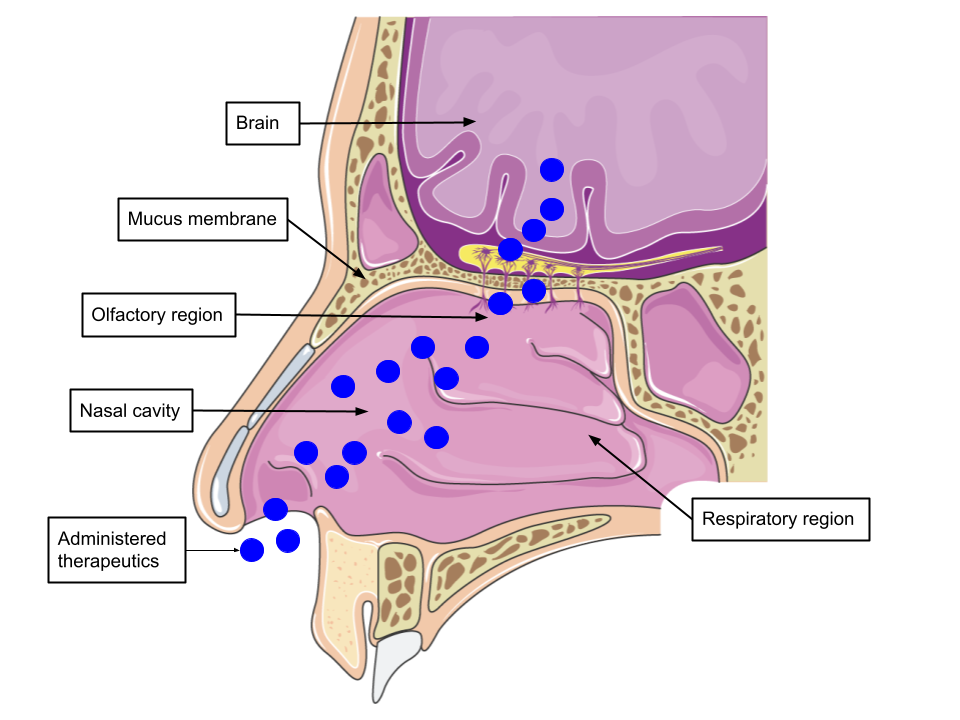
مسار الجسيمات المستنشقة من الأنف إلى الدماغ.

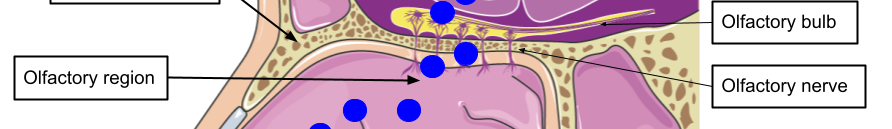
تحتوي المنطقة الشمية على العصب الشمي والبصلة الشمية. العصب الشمي عبارة عن شبكة من الألياف التي تتصل بالبصلة الشمية. عندما تصل الجزيئات إلى البصلة، يكون لديها إمكانية الوصول إلى مناطق مختلفة من الدماغ.

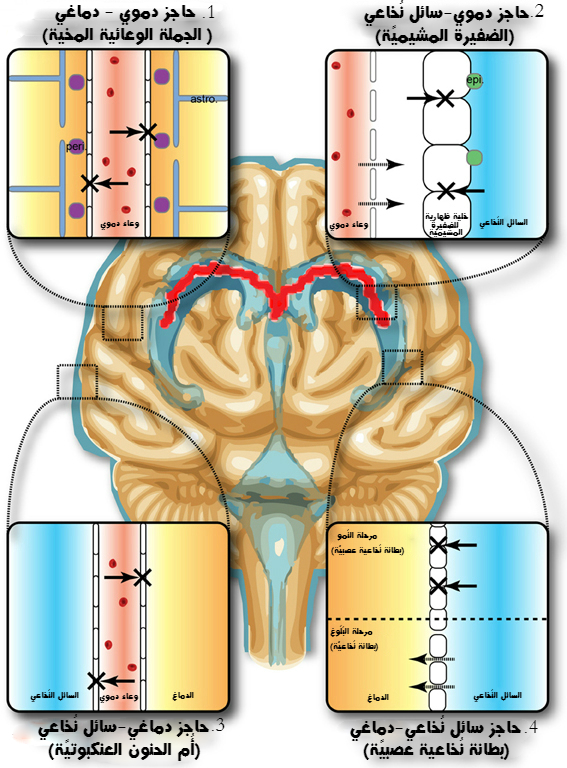
تصوير جميع الحواجز المختلفة في الدماغ. التركيز على (1)، حاجز الدم في الدماغ (BBB) هو غشاء انتقائي للغاية. فهو يسمح فقط بمرور جزيئات محددة بناءً على الخصائص الفيزيائية والكيميائية.